# Estadio Armenia
El Estadio Armenia es un estadio ubicado en la localidad de Ingeniero Maschwitz, perteneciente al Partido de Escobar, Argentina que es propiedad del Club Deportivo Armenio. Se encuentra ubicado entre la Intersección de la calle Quintana con la Ruta Provincial 26.
Fue inaugurado en 1992 en un encuentro correspondiente a la Primera B 1991/92 frente a All Boys, que finalizó igualado 1-1. Consta de una capacidad para 8000 espectadores.